# 6742 Biandepei
A 6742 Biandepei (ideiglenes jelöléssel 1994 GR) a Naprendszer kisbolygóövében található aszteroida. Kin Endate és Vatanabe Kazuró fedezte fel 1994. április 8-án.